# Une vie d'amitié avec Georges Brassens
Une vie d'amitié avec Georges Brassens est un récit biographique de Josée Stroobants, photographe attitrée et amie de Georges Brassens, relatant le parcours de cette longue amitié avec le chanteur.

## Introduction
La photographe belge Josée Stroobants retrace les années d'amitié qu'elle vécut avec Georges Brassens. Elle nous fait revivre son enfance et son engagement dans la photographie jusqu'à sa rencontre avec le chanteur et comment elle devint sa photographe exclusive. Le récit est émaillé d'anecdotes sur leurs rencontres et les liens d'amitié avec Georges et sa compagne Püpchen. 